# Interstate 89
Interstate 89 (I-89) é uma rodovia interestadual na região da Nova Inglaterra, nos Estados Unidos, que passa por Nova Hampshire e Vermont. A rodovia vai de Bow, Nova Hampshire, até à fronteira entre o Canadá e os Estados Unidos, entre Highgate Springs, Vermont, e Saint-Armand, Quebec. Tal como acontece com todas as interestaduais primárias de número ímpar, a I-89 está sinalizada como uma rodovia norte-sul. No entanto, segue um trajeto principalmente de noroeste para sudeste. A estrada constitui uma parte importante da principal ligação entre as cidades de Montreal e Boston. No Quebec, o itinerário continua como Autoroute 35. A eventual conclusão da Autoroute 35 conduzirá a uma via expressa de acesso limitado sem paragens entre Boston e Montreal, seguindo a I-93 para sul a partir do terminal da I-89. As maiores cidades diretamente servidas pela I-89 são Concord, a capital do estado de Nova Hampshire; Montpelier, a capital do estado de Vermont; e Burlington, Vermont. A I-89 é uma das três principais rodovias interestaduais cujo percurso se situa inteiramente em Nova Inglaterra, juntamente com a I-91 e a I-93 (ambas com o pavimento mais a norte em Vermont).
A I-89 liga cidades mais pequenas e zonas rurais de Nova Hampshire e Vermont e mantém duas faixas de tráfego em cada sentido ao longo de todo o percurso. Ao contrário das suas interestaduais vizinhas, não intersecta nenhuma interestadual de número par ao longo do seu percurso. No entanto, é paralela (e intersecta várias vezes) partes de três Rotas dos EUA: US Route 4 (US 4) de Enfield, Nova Hampshire, até Hartford, Vermont; US 2 de Montpelier até Colchester, Vermont; e US 7 de Burlington até à fronteira com o Canadá. A US 7 e a US 2 sobrepõem-se entre Burlington e Colchester.
No condado de Chittenden, Vermont, a I-189 começa na saída 13 em South Burlington. A Champlain Parkway, que terá uma faixa de rodagem em cada sentido e cruzamentos ao mesmo nível, está sendo construída entre o atual terminal da I-189 na US 7 e o South End de Burlington, como ligação ao centro da cidade. A I-189 é a única via auxiliar da I-89.